# Vladimir Lyutyy
Volodymyr Mykolaiovych Lyutyi - respectivamente, em ucraniano, Володимир Миколайович Лютий,  em russo, Владимир Николаевич Лютый / Vladimir Nikolayevich Lyutyy (Dnipropetrovs'k, 20 de Abril de 1962) é um ex-futebolista ucraniano, campeão olímpico em Seul 1988.

## Carreira
Iniciou a carreira em 1980, no Dnipro Dnipropetrovs'k. Ao lado de Oleh Protasov e Hennadiy Lytovchenko, participou da conquista do primeiro título do clube no campeonato soviético, em 1983, que fez do Dnipro o terceiro clube da então Ucrânia a faturar o título. Já sem os colegas (transferidos ao Dínamo Kiev), participou também da conquista do segundo, em 1988, ano em que foi medalha de ouro com a Seleção Soviética nas Olimpíadas de Seul.
Com a abertura do regime comunista na URSS, transferiu-se em 1989 para o Schalke 04, da Alemanha Ocidental, time pelo qual foi à Copa do Mundo de 1990. Encerrou a carreira no próprio futebol alemão, em 1994, quando estava no Unterhaching, dois anos após ir à Eurocopa 1992 pela CEI. Não chegou a jogar pela recém-independente Ucrânia.
Em 2007, treinou o Lokomotiv Moscou.